# Eilema bipunctoides
Eilema bipunctoides là một loài bướm đêm thuộc phân họ Arctiinae, họ Erebidae.